# Jennifer Davidson (bobsleigh)
Jennifer Davidson est une bobeuse américaine.  

## Palmarès

### Championnats monde
- Médaille d'argent en bob à deux aux Championnats du monde de la FIBT 2000 et Championnats du monde de la FIBT 2001.